# Christina Födermayr
Christina Födermayr (* 28. Juni 2001) ist eine österreichische Freestyle-Skierin. Sie gehört aktuell dem B-Kader des Österreichischen Skiverbandes an und ist auf die Disziplin Skicross spezialisiert.

## Biografie

### Jugend und Europacup
Die aus Utzenaich im Innviertel stammende Christina Födermayr besuchte die Skihandelsschule Schladming und startet für den SC Union Hohenzell. Die Tochter einer Physiotherapeutin begann ihre Karriere als alpine Skirennläuferin, konnte in mehreren FIS-Rennen in der Saison 2017/18 aber keine nennenswerten Erfolge verbuchen. In Folge eines bei einem Trainingssturz erlittenen Bänderrisses wechselte sie zum Skicross.
Nach der sportlichen Umorientierung nahm sie im November 2018 im Pitztal erstmals an österreichischen Meisterschaften im Skicross teil und klassierte sich als drittbeste Österreicherin auf Rang 29. Am Tag darauf gab sie am selben Ort ihr Europacup-Debüt. Ihr erster Podestplatz gelang ihr bereits nach sieben Rennen als Dritte in Saint François Longchamp. Nachdem sie sich unter den besten zehn etabliert hatte, gewann sie im Jänner 2020 auf der Reiteralm einen österreichischen Jugendmeistertitel. Bei ihren ersten Juniorenweltmeisterschaften in Krasnojarsk sicherte sie sich nach Rang fünf im Einzelrennen gemeinsam mit Oliver Vierthaler die Goldmedaille im erstmals ausgetragenen Mixed-Teambewerb. Im darauffolgenden Winter holte sie in Veysonnaz die JWM-Bronzemedaille.

### Weltcup und Großereignisse
Am 19. Februar 2021 gab Födermayr auf der Reiteralm ihr Debüt im Freestyle-Skiing-Weltcup und erreichte mit Platz 14 auf Anhieb ein gutes Ergebnis. Ihre nächsten Weltcup-Einsätze absolvierte sie erst im folgenden Jänner in Idre, wo sie sich mit den Rängen 14 und sieben für die Olympischen Spiele in Peking qualifizierte. Dort schied sie im Achtelfinale aus und belegte am Ende Rang 22. Ihr erster Weltcup-Podestplatz gelang ihr im Dezember 2023 als Zweite in Arosa, wo sie jedoch zu Sturz kam und eine Teilruptur des hinteren Kreuzbandes sowie des Innenbandes im linken Knie erlitt.

## Erfolge

### Olympische Spiele
- Peking 2022: 22. Skicross

### Weltcup
- 2 Platzierungen unter den besten zehn, davon 1 Podestplatz

### Weltcupwertungen
| Saison  | Skicross | Skicross |
| Saison  | Platz    | Punkte   |
| ------- | -------- | -------- |
| 2020/21 | 35.      | 18       |
| 2021/22 | 27.      | 67       |
| 2022/23 | 21.      | 146      |

### Juniorenweltmeisterschaften
- Krasnojarsk 2021: 1. Skicross Team, 5. Skicross
- Veysonnaz 2022: 3. Skicross

### Weitere Erfolge
- 1 österreichischer Jugendmeistertitel (Skicross 2020)
- 3 Podestplätze im Europacup
- 5 Podestplätze in FIS-Rennen